# ノースウェスト・ミズーリ州立大学
ノースウェスト・ミズーリ州立大学（英: Northwest Missouri State University）はミズーリ州メリービルに位置するアメリカ合衆国の州立大学である。

## 歴史

### 設立
1905年、ミズーリ州議事会は州内に5つの地区を設け、州立教員養成大学を構成する教員養成機関を設立することを決定した。
北西地区はメリービルにて設立することになり、メソジスト神学校跡地の86エーカーと58,000ドルを寄付することを申し出た。他の地区では、カークスビル（北東部、現トルーマン州立大学）、ケープジラード（南東部）、スプリングフィールド（南西部、現ミズーリ州立大学）、ウォレンスバーグ（中央部、現セントラル・ミズーリ大学）となることが予定された。
当初は第五地区教員養成学校（英: Fifth District Normal School）と呼ばれたこの学校の本来の使命は、小学校の教師を養成することだった。1906年6月13日、メリービル市の児童を指導する実験学校（最終的にホレス・マン・スクールと改称）で、幼稚園から3年生までの授業が開始さ れた。その後、本格的な高校に拡張された後、現在の幼稚園から6年生までの構成に戻された。
1919年には、ノースウエスト・ミズーリ州立教師大学（英: Northwest Missouri State Teacher's College）と改称され、それに伴い学士号を授与することができるようになった。1949年、理事会により名称がノースウエスト・ミズーリ州立カレッジに改称された。

### 第二次世界大戦
第二次世界大戦中、V-12海軍大学訓練プログラムに参加した全国131校のうちの1校で、学生に海軍の任務へ就くことが可能だった。

### ノースウェスト・ミズーリ州立大学
1972年8月14日、修士号を授与できる大学として認可された。名称も現在のノースウエスト・ミズーリ州立大学に変更された。
1997年、2001年、2005年、2008年の4回、ミズーリ・クオリティー・アウォーズ（英: Missouri Quality Awards）を受賞しており、複数回受賞している唯一の教育機関である。
1987年に米国の公立大学で初めて「電子キャンパス・プログラム」を発表した。

## スポーツ
全米大学体育協会（英: National Collegiate Athletic Association、NCAA）のディビジョンIIと中部アメリカ体育協会(Mid-America Intercollegiate Athletic Association、MIAA)に参加している。全スポーツチームは「ベアーキャッツ」というチーム名を使用している。中でもアメリカンフットボールが近年強く、NCAAディビジョンIIで3度の優勝（1998年、1999年、2010年）、2度の準優勝（2005年、2006年）を経験している。